# キ40 (航空機)
キ40は、大日本帝国陸軍が計画した偵察機（司令部偵察機）。実機は製造されていない。

## 概要
1937年（昭和12年）、陸軍は同年の研究方針改正に基いて、三菱重工業に対して新機種「司令部偵察機」の開発を行わせることを計画し、これに「キ40」というキ番号を与えた。
機体は、航空撃滅戦へ組み込むことが想定された長距離高速偵察機であり、水平速度と高高度性能を重視するとともに、行動半径は標準で400 km＋1時間としつつ500 kmまで拡大可能とし、旋回機関銃1挺に加えて小航空写真機と無線装備を一揃いづつ搭載する複座機、という性能が予定されていた。
しかし、同時期に試作されていたキ15が、1937年に暫定的な司令部偵察機として九七式司令部偵察機の名で仮制式制定されたことを受け、三菱にて基礎研究が行われたのみでキ40の開発は中止された。なお、同時期に三菱へ開発が命じられていた計画機であるキ39複座戦闘機とは、姉妹機の関係にあるとも言われる。